# Prosthechea hartwegii
Prosthechea hartwegii är en orkidéart som först beskrevs av John Lindley, och fick sitt nu gällande namn av Wesley Ervin Higgins. Prosthechea hartwegii ingår i släktet Prosthechea och familjen orkidéer. Inga underarter finns listade i Catalogue of Life.